# Myiothlypis
Myiothlypis – rodzaj ptaków z rodziny lasówek (Parulidae).

## Rozmieszczenie geograficzne
Rodzaj obejmuje gatunki występujące w Ameryce Południowej i Centralnej.

## Morfologia
Długość ciała 13–14,5 cm, masa ciała 9–22 g.

## Systematyka

### Etymologia
- Myiothlypis: gr. μυια muia, μυιας muias ‘mucha’; θλυπις thlupis ‘niezidentyfikowany mały ptak’, być może jakaś zięba lub pokrzewka. W ornitologii thlypis oznacza albo cienkodziobą tanagrę lub, jak w tym przypadku, lasówkę[5].
- Phaeothlypis: gr. φαιος phaios ‘ciemny, brązowy’; θλυπις thlupis ‘niezidentyfikowany mały ptak’, być może jakaś zięba lub pokrzewka[6]. Gatunek typowy: Muscicapa fulvicauda von Spix, 1825.

### Podział systematyczny
Takson wyodrębniony ostatnio z Basileuterus. Do rodzaju należą następujące gatunki:
- Myiothlypis luteoviridis (Bonaparte, 1845) – koronówka oliwkowa
- Myiothlypis basilica (Todd, 1913) – koronówka białobrewa
- Myiothlypis griseiceps (P.L. Sclater & Salvin, 1868) – koronówka szarogłowa
- Myiothlypis leucophrys (von Pelzeln, 1868) – koronówka białogardła
- Myiothlypis flaveola (S.F. Baird, 1865) – koronówka szafranowa
- Myiothlypis leucoblephara (Vieillot, 1817) – koronówka siwogłowa
- Myiothlypis signata (von Berlepsch & Stolzmann, 1906) – koronówka jasnonoga
- Myiothlypis nigrocristata (Lafresnaye, 1840) – koronówka czarnołbista
- Myiothlypis fulvicauda (von Spix, 1825) – koronówka płowosterna
- Myiothlypis rivularis (zu Wied-Neuwied, 1821) – koronówka nadrzeczna
- Myiothlypis bivittata (Lafresnaye & d’Orbigny, 1837) – koronówka zniczkowata
- Myiothlypis chrysogaster (von Tschudi, 1844) – koronówka złotobrzucha
- Myiothlypis conspicillata (Salvin & Godman, 1880) – koronówka kolumbijska
- Myiothlypis cinereicollis (P.L. Sclater, 1864) – koronówka szarogardła
- Myiothlypis fraseri (P.L. Sclater, 1884) – koronówka szaro-złota
- Myiothlypis coronata (von Tschudi, 1844) – koronówka szarolica